# Adult Music
Adult Music è il primo album in studio del cantante italiano Immanuel Casto, pubblicato il 5 aprile 2011 dalla JLe Management con distribuzione Universal Music Group.
Il 23 luglio 2021, in occasione del decimo anniversario dall'uscita dell'album, è stata pubblicata la riedizione in formato LP, contenente una rivisitazione del primo singolo Escort 25; la pubblicazione in download digitale e streaming è avvenuta una settimana più tardi.

## Tracce
Crediti riportati sul sito della SIAE.
Testi di Manuel Cuni, musiche di Stefano Maggiore.
1. Escort 25 – 3:14
2. Revival – 3:21
3. Killer Star – 3:02
4. Il sesso vende sempre – 3:59
5. Crash (feat. Romina Falconi) – 3:16
6. Do Ut Des – 2:45
7. Gioco di mano – 3:34
8. Popper – 3:07
9. Broken Girl – 4:14
10. Fluffer Boy – 3:42
11. Johnson – 4:06

Traccia bonus della prima edizione
1. Touché – 4:01

Traccia bonus della riedizione del 2021
1. Escort 35 – 3:27

## Formazione
Musicisti
- Immanuel Casto – voce, cori
- Keen – percussioni, chitarra, programmazione, sintetizzatore, cori (tracce 3, 6 e 8)
- Jennifer – voce aggiuntiva (tracce 1 e 8)
- Lucy – cori (tracce 2 e 10), voce aggiuntiva (tracce 9 e 12)
- LaLa McCallan – cori (traccia 5)
- Romina Falconi – voce (traccia 5)
- Giselle – voce aggiuntiva (traccia 7)
- Giuseppe Bianchin – percussioni (tracce 7 e 8)
- Consuelo – voce aggiuntiva (traccia 11)

Produzione
- Immanuel Casto – direzione artistica
- Lorenzo Montanà – produzione (tracce 1-5)
- Keen – produzione (tracce 6-11)
- Valerio Cambareri – produzione (tracce 6-11)
- Andrea Piraz – produzione (traccia 12)
- Sergio Porcedda – trucco
- Francesco Corlaita – fotografia